# Unnamed World
«Unnamed World» es un sencillo en CD de la cantante y seiyū japonesa Aya Hirano. Fue lanzado el 23 de abril de 2008 y producido por Lantis. La canción "Unnamed World" es el tema de cierre de la serie de anime Nijū Mensō no Musume.

## Lista de canciones
1. "Unnamed World"
  - Intérprete: Aya Hirano
  - Compositor: Katsuhiko Kurosu
  - Arreglos: nishi-ken
2. "Maybe I Can't Good-bye"
3. "Unnamed World" (off vocal)
4. "Maybe I Can't Good-bye" (off vocal)